# Rebelión jacobita de 1719
La rebelión jacobita de 1719, a veces conocida como el diecinueve, fue una rebelión que estalló en Escocia, en 1719 con el objetivo de restaurar a la exiliada Casa de Estuardo en el trono del Reino Unido. A veces es considerada como una extensión de la Rebelión Jacobita de 1715, pero es independiente de la rebelión anterior. Según algunas fuentes, fue la única rebelión Jacobita en ser extinguida mediante una sola acción militar, la Batalla de Glenshiel. Sin embargo, no fueron menores los conflictos antes de la Batalla de Glen Shiel, tales como la Captura del Castillo de Eilean Donan, y hubo escaramuzas en los años que siguieron a la Batalla de Glen Shiel entre las fuerzas gubernamentales y los clanes escoceses que se mantuvieron leales a la causa Jacobita.

## Antecedentes

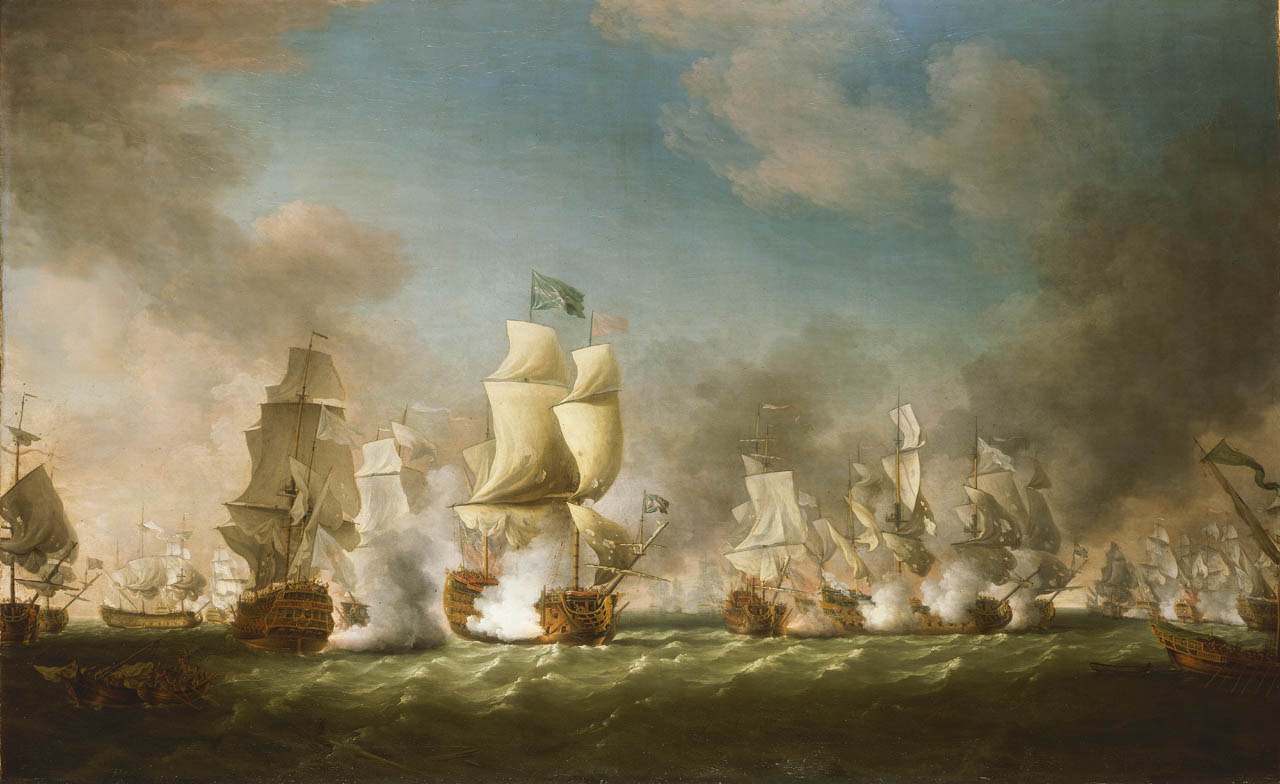
Batalla del Cabo Passaro, 11 de agosto de 1718

En muchos sentidos, Gran Bretaña fue la principal beneficiaria del Tratado de Utrecht de 1713 que puso fin a la guerra de sucesión española. Aunque Felipe V se convirtió en rey de un estado español mucho más centralizado y por lo tanto poderoso, su imperio fue dividido; los Países Bajos meridionales y sus posesiones italianas fueron a Austria y Saboya, Gran Bretaña tomó el control de Menorca y Gibraltar, mientras que los comerciantes británicos obtuvieron derechos comerciales en Sudamérica.

Gran Bretaña poseía la armada más grande del mundo; Holanda y Francia estaban económicamente agotadas y sus marinas severamente reducidas mientras que España sufrió pérdidas navales catastróficas, aunque en 1717 se había recuperado parcialmente. La necesidad de paz de Francia más los intereses compartidos en la región del Báltico llevaron al Tratado anglo-francés de 1716 y los Estuardo fueron obligados a abandonar Francia. Esto significó que la sucesión de Jorge I transcurrió relativamente sin problemas a pesar de la Rebelión Jacobita de 1715, que tuvo un apoyo significativo tanto en Inglaterra como en Escocia.

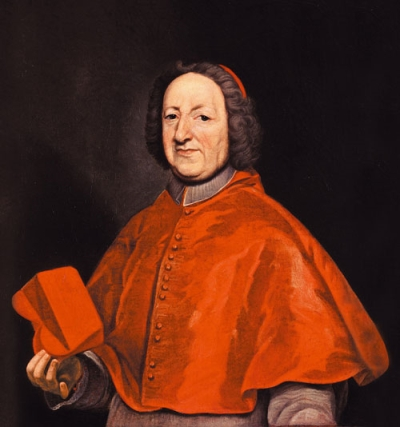
El ministro español cardenal Giulio Alberoni

Bajo su nuevo ministro principal Giulio Alberoni, España buscó recuperar territorios en Italia cedidos a Saboya y Carlos VI de Austria. En 1717, una fuerza española ocupó Cerdeña sin oposición; ni Austria ni Saboya tenían importantes fuerzas navales y Austria estaba involucrada en la Guerra Austro-Turca de 1716-18. España asumió que los británicos no intervendrían, pero cuando 38.000 tropas españolas desembarcaron en Sicilia en 1718, Gran Bretaña declaró que era una violación de Utrecht. El 2 de agosto, Gran Bretaña, Francia, los Países Bajos y Austria formaron la Cuádruple Alianza y el 11 de agosto los británicos destruyeron la flota española en la Batalla de Cape Passaro, aunque la guerra de la Cuádruple Alianza no comenzó oficialmente hasta diciembre de 1718.

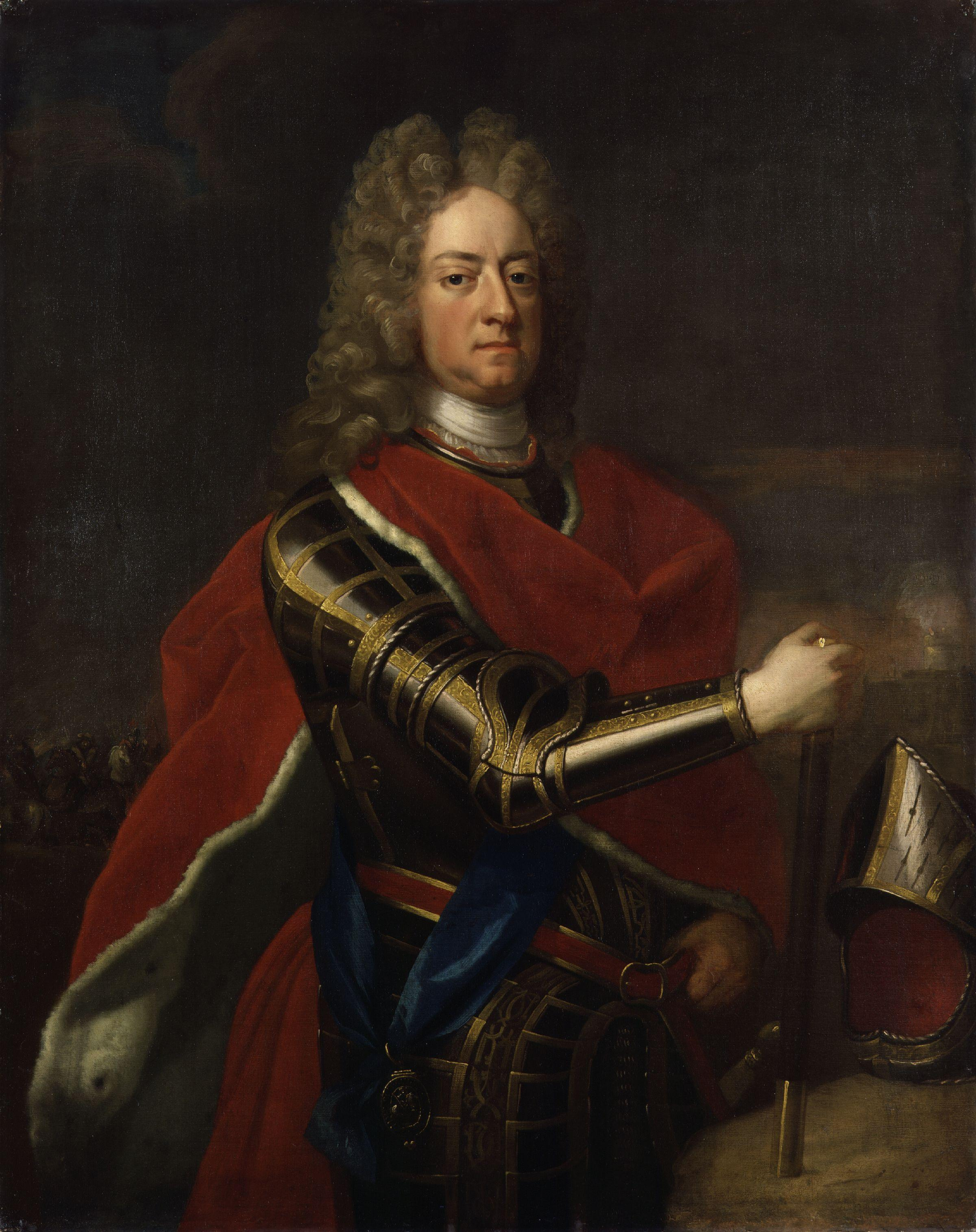
James Butler, duque de Ormonde

Para Alberoni, un posible levantamiento jacobita era una forma de desviar las fuerzas navales británicas; su plan era desembarcar 7.000 hombres en el sudoeste de Inglaterra dirigidos por el duque de Ormonde, excapitán general del ejército británico. Luego marcharían sobre Londres, destituirían a Jorge I e instalarían a James Stuart como Jacobo III de Inglaterra y VIII de Escocia. Ormonde añadió una expedición al oeste de Escocia dirigida por el conde Marischal George Keith para levantar los clanes y capturar el puerto de Inverness, lo que permitiría que una fuerza sueca de 2.000 hombres desembarcara. [5] Luego fue a La Coruña donde se reunió con James para esperar la flota de invasión.
La flota española debía abandonar Cádiz a principios de febrero. Las demoras le dieron tiempo a los británicos a colocar unidades navales y mover tropas al oeste del país con base en los puntos de desembarco propuestos por la inteligencia suministrada por Francia. Ormonde envió una serie de cartas a Alberoni diciéndole que con los británicos informados, el plan ya no era viable. La flota española finalmente abandonó el puerto a finales de marzo con 5.000 soldados, pero en su camino desde La Coruña fue destrozada por una tormenta de dos días frente al Cabo Finisterre el 29 de marzo y la invasión fue cancelada.

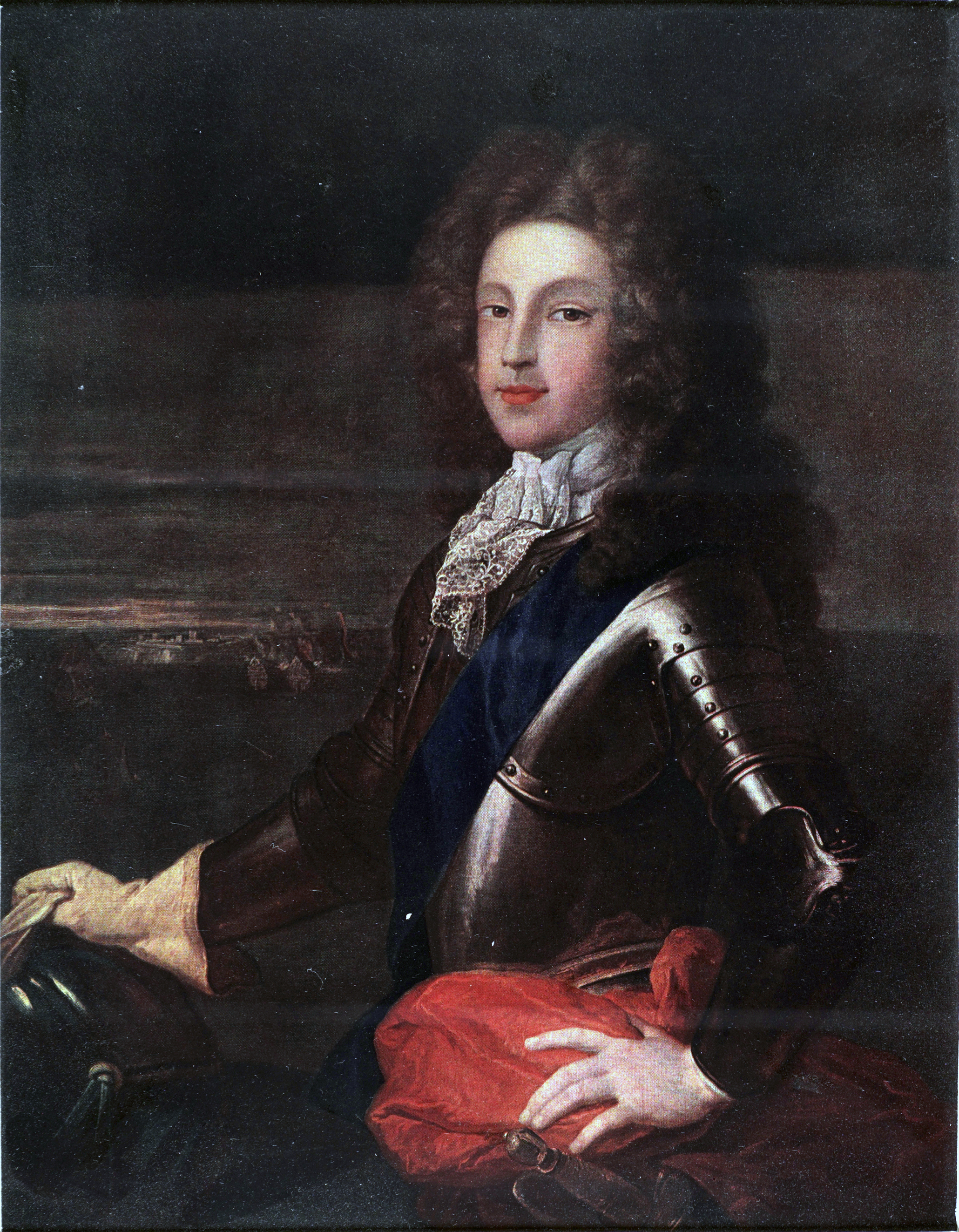
James Francis Edward Stuart.

Los historiadores, incluido Harcourt-Smith, preguntan qué tan serio era Alberoni sobre la invasión. Como uno de los pocos estadistas que había llevado a cabo operaciones anfibias, es decir, Cerdeña y Sicilia, era muy consciente de la improbabilidad de vencer la superioridad naval británica. Si su propósito era desviar fuerzas británicas del Mediterráneo, cuanto más tiempo permanecieran sus barcos en Cádiz, mejor sería, y explicaría por qué, aparentemente, no se sintió perturbado por las demoras que tanto preocupaban a Ormonde; cuando se encontró con la tormenta, la flota se dirigía a La Coruña, no a Inglaterra. Mostró poco interés en los desembarcos escoceses que se volvieron inútiles cuando la muerte de Carlos XII de Suecia en noviembre de 1718 puso fin a la participación sueca. 
Todo esto estuvo estrechamente involucrado en la Conspiración de Cellamare para reemplazar al regente francés el Duque de Orleans por Felipe V de España. Si esto tenía éxito, el desembarco jacobita hubiera sido redundante aunque, una vez que falló, Francia declaró la guerra a España en enero de 1719.
La expedición escocesa se adelantó desde que Keith y 300 soldados españoles salieron de Pasajes el 8 de marzo a bordo de dos fragatas españolas. Llegaron a Stornoway en la Isla de Lewis donde se les unió un grupo de exiliados jacobitas de Francia, entre ellos el conde de Seaforth, jefe del Clan Mackenzie (en gaélico escocés: Uilleam Dubh Shìophort), el hermano menor de George Keith, James Keith, el marqués de Tullibardine, Lord George Murray y Cameron de Lochiel.
El liderazgo estaba dividido; Tullibardine quería tener noticias de Ormonde primero, mientras que George Keith instó a moverse rápidamente para capturar Inverness antes de que la guarnición fuera advertida. Su visión prevaleció y el 13 de abril los jacobitas desembarcaron en Lochalsh en el territorio de Mackenzie y establecieron una base en Eilean Donan. Aquí se enteraron del fracaso de Ormonde; Tullibardine reunió una comisión que lo convirtió en líder en tierra y recomendó la retirada, pero George Keith lo impidió ordenando a las fragatas volver a España.
Reunieron una fuerza de alrededor de 1.000 hombres, incluyendo 400 Mackenzies, 150 Camerons, las tropas españolas y otros, incluyendo a Rob Roy MacGregor. Como tenían más armas y municiones de las que podían usar, el exceso se almacenaba en Eilean Donan custodiado por 40 soldados españoles, mientras que el resto se preparaba para marchar sobre Inverness.

## La captura del castillo de Eilean Donan

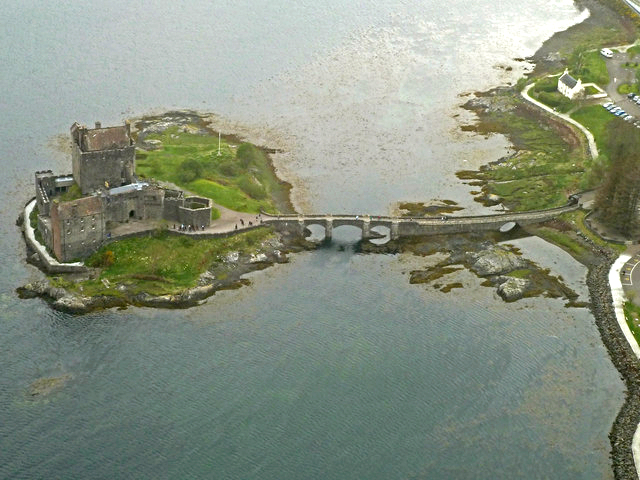
Castillo de Eilean Donan, en la actualidad

Después de recibir noticias de la presencia española en Stornoway, cinco barcos de la Royal Navy llegaron a la zona a principios de mayo. Dado que esperaban la resistencia de los barcos españoles, eran una fuerza sustancial que incluía las cuatro cañoneras de 50 cañones, HMS Assistance, Worcester, Dartmouth y Enterprise, más un balandro, el Flamborough de 24 cañones. Sin embargo, como ordenó George Keith, las fragatas españolas ya se habían ido.
Mientras Assistance y Dartmouth patrullaban las aguas alrededor de Skye, Worcester, Enterprise y Flamborough anclaron frente a Eilean Donan en el lado norte de Loch Duich en la mañana del domingo 10 de mayo. Por la noche, bajo un intenso cañoneo desembarcaron, se capturó el castillo con poca resistencia y los prisioneros fueron llevados por Flamborough a Edimburgo. El capitán Boyle de Worcester los registró como 'un capitán irlandés, un teniente español, un sargento español, treinta y nueve soldados españoles y un rebelde escocés'.
Al ver esto, la principal fuerza jacobita marchó hacia el interior. Sus opciones eran limitadas ya que no podían escapar por mar mientras una fuerza del gobierno bajo Joseph Wightman avanzaba hacia ellos desde Inverness. Después de destruir el castillo, los barcos permanecieron en Loch Duich durante las siguientes dos semanas, en busca de rebeldes mientras atacaban la ciudad cercana de Stromeferry y la isla de Raasay.

## La batalla de Glenshiel

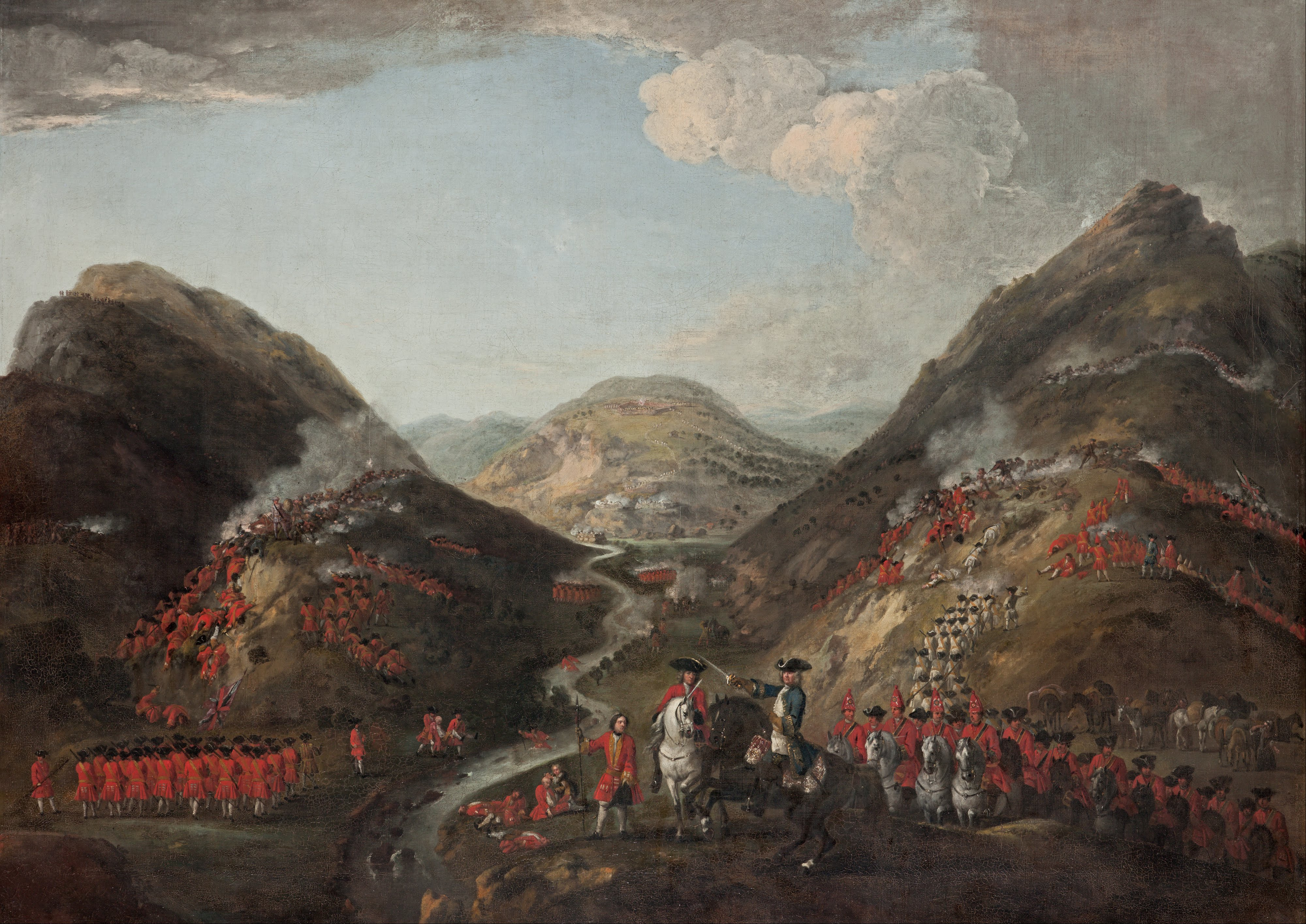
La Batalla de Glenshiel, 10 de junio de 1719

Artículo principal: Batalla de Glenshiel
El comandante del gobierno, el general Joseph Wightman, partió de Inverness el 5 de junio hacia Glenshiel con alrededor de 1.000 hombres y cuatro morteros Coehorn. Llegaron a Loch Cluanie el 9 de junio, a menos de 8 millas (13 km) del campamento jacobita.
Tullibardine había preparado una posición fuerte cerca de las colinas de las Cinco Hermanas, con los españoles en el centro y los montañeses en los flancos detrás de una serie de trincheras y barricadas. La fuerza de Wightman llegó aproximadamente a las 4:00 p. m. el 10 de junio y comenzó el ataque una hora más tarde disparando sus morteros contra las posiciones del flanco jacobitas. El fuego causó pocas bajas, pero los montañeses no habían padecido morteros anteriormente, lo que permitió a la infantería de Wightman subir la colina hasta sus líneas y usar granadas para bombardearlos desde sus posiciones. Los españoles se mantuvieron firmes, pero tuvieron que retirarse montaña arriba cuando sus flancos cedieron.

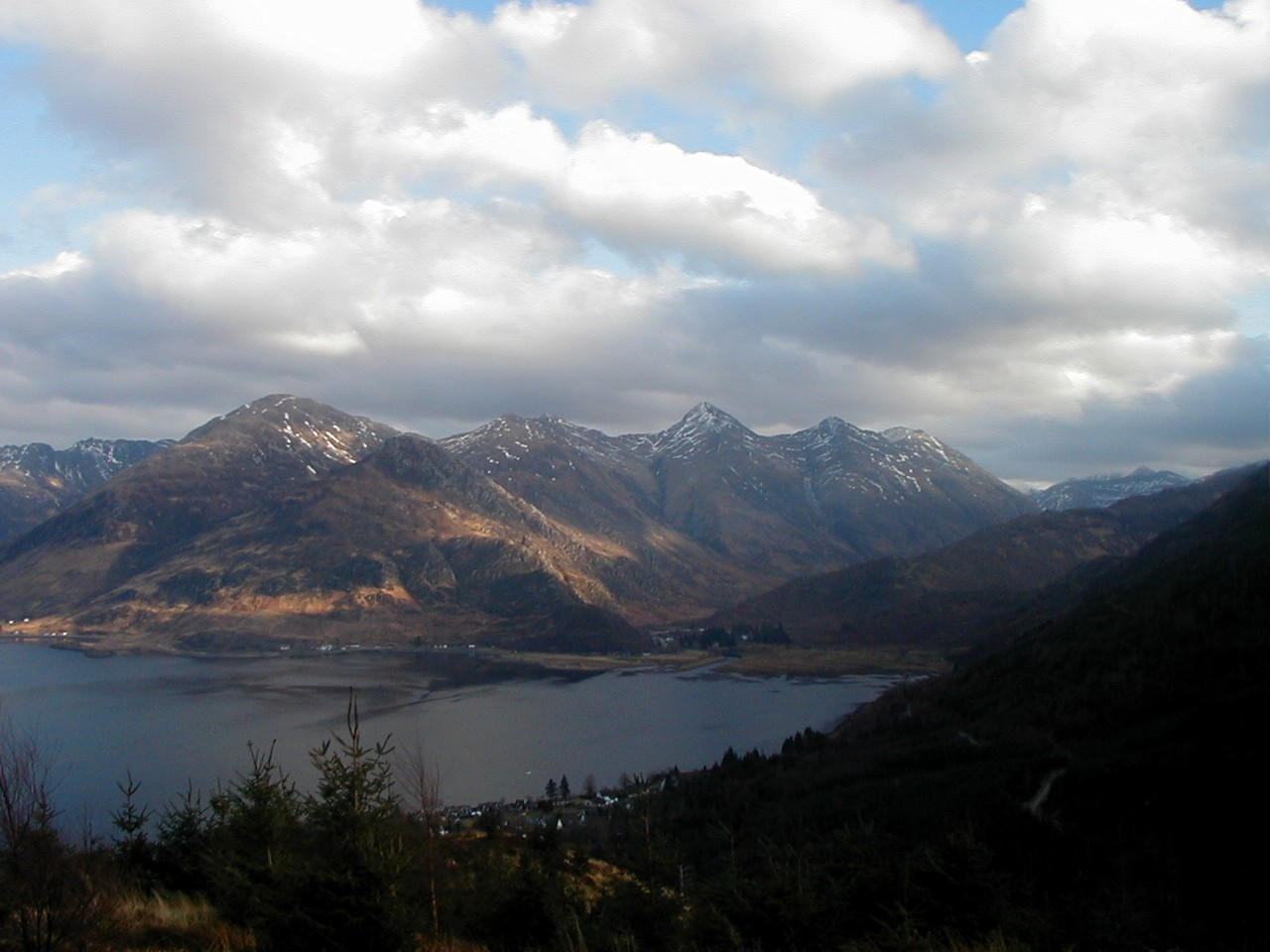
Cinco Hermanas de Kintail de Màm Ratagan

La batalla duró hasta las 9:00 p. m. y varios relatos afirman que el brezo se incendió y el humo combinado con la luz que fallaba permitió que el grueso de los escoceses desapareciera en la noche. Los españoles se rindieron a la mañana siguiente y las tropas regulares fueron enviadas a casa. Lord George Murray, Seaforth y Tullibardine resultaron heridos, pero los líderes jacobitas también lograron escapar. 
Un análisis del historiador Peter Simpson atribuye la victoria de Wightman al hábil uso de morteros, la potencia de fuego superior de sus granaderos y la agresividad mostrada por su infantería, especialmente la Compañía Independiente de Munro. Una breve descripción de la batalla y el fondo aparece en la historia de Inglaterra del escritor escocés Tobias Smollett.
El comandante en Escocia, Lord Carpenter aconsejó a Londres que perseguir a los rebeldes en las Tierras Altas era poco práctico y que era mejor dejarlos ir, ya que el Levantamiento había hecho más daño a la causa jacobita que cualquier otra cosa. Tullibardine estuvo de acuerdo; en su carta del 16 de junio de 1719 al conde de Mar proporciona una descripción detallada de la batalla y concluye que "es justo lo que hacía falta para arruinar el interés del Rey y sus fieles en estas partes".

## Secuelas
En octubre de 1719, una expedición naval británica bajo Lord Cobham capturó el puerto español de Vigo. Se desembarcaron 6.000 soldados, mantuvieron a Vigo durante diez días, destruyeron grandes cantidades de tiendas y equipos y luego volvieron a embarcarse sin oposición. La ciudad cercana de Santiago de Compostela incluso pagó 40.000 libras a cambio de que la dejaran en paz. Como se pretendía, esto mostró a los españoles que, a diferencia de su propia expedición, Gran Bretaña podía desembarcar un gran número de tropas en cualquier lugar a lo largo de su costa y marcharse cuando quisieran. Podría decirse que fue la acción militar más significativa asociada del levantamiento de 1719 y el último intento de cualquier nación, aparte de Francia, de utilizar los Estuardo como instrumento de política exterior.

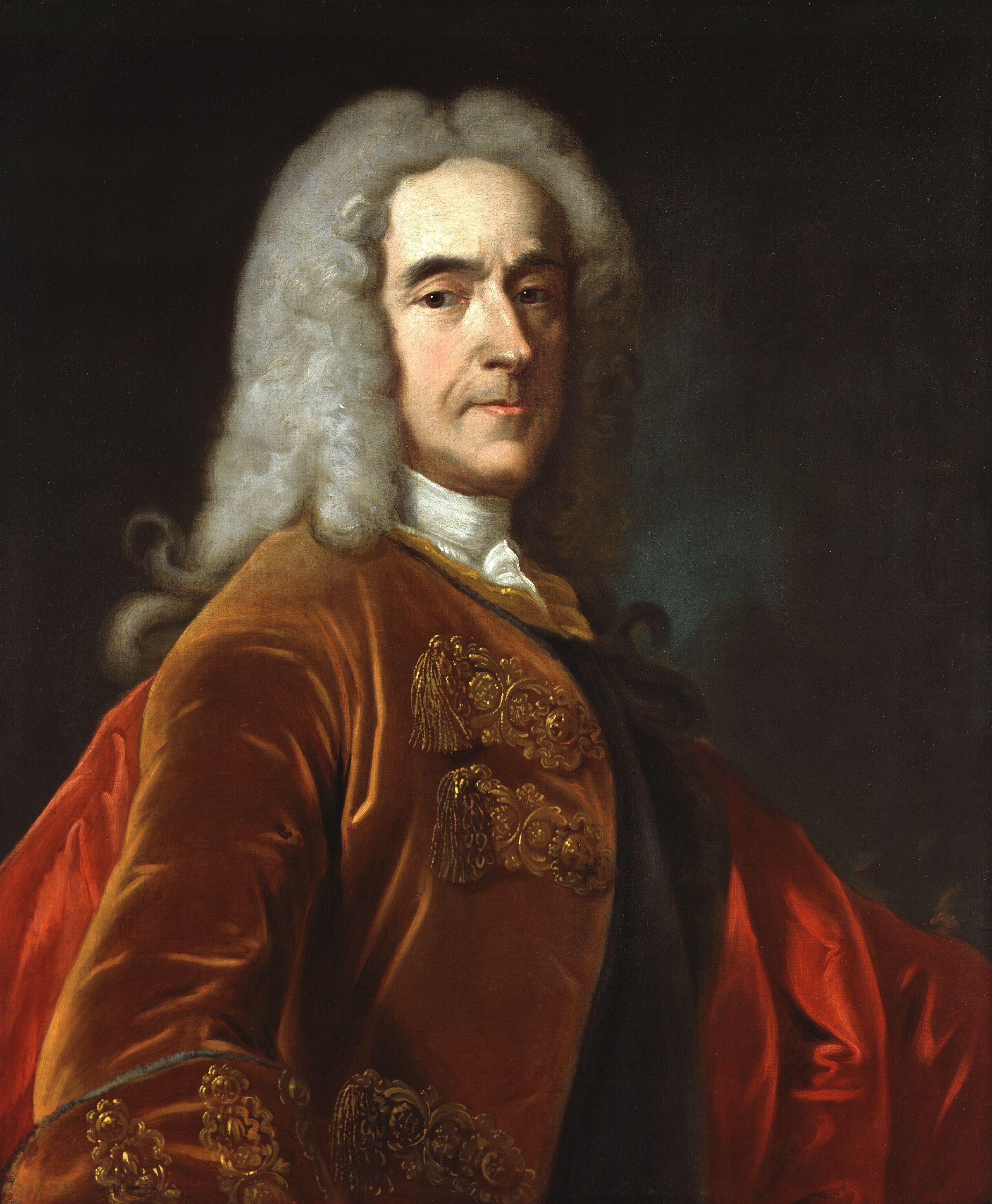
Lord Cobham; su captura de Vigo terminó con el apoyo español para la restauración de los Estuardo

Cuando los líderes jacobitas volvieron al exilio en Francia, los inquilinos de Seaforth continuaron pagándoles sus alquileres y los agentes de la Comisión de los Haberes Perdidos no pudieron cobrarlos como resultado. En 1721, los Mackenzies derrotaron dos veces los intentos del gobierno de hacer cumplir el pago en las batallas de Glen Affric y Coille Bhan.
Esto demostró que las Tierras Altas no podían ser gobernadas sin la cooperación de los jefes de los clanes o los herederos. Sólo cuando se permitió a Seaforth regresar a su hogar en 1726, el gobierno restauró el control en los territorios de los Mackenzie. Además, las ventas de bienes confiscados se retrasaron sin fin por argumentos legales o los ingresos eran reducidos por deudas a menudo ficticias. La combinación de estos factores hizo que fuera preferible simplemente perdonar a muchos jacobitas. Este fue el trasfondo de la abolición post-1745 del sistema de herencia y las medidas punitivas tomadas contra aquellos como Lord George Murray previamente perdonados por sus actuaciones en 1715 y 1719.
El gobierno ahora comenzó a hacer cumplir las Leyes Penales, discriminando activamente contra el clero no jurado, es decir, aquellos que se habían negado a jurar lealtad al nuevo régimen. Cuando el Episcopado dentro de la iglesia fue abolido en 1690, más de la mitad del clero eran miembros no jurados y, en teoría, privados de sus iglesias. En realidad, muchos permanecieron en su lugar protegidos por la aristocracia local; en 1673, Michael Fraser fue nombrado ministro en Daviot y Dunlichty y todavía estaba allí cuando murió en 1726, a pesar de haber sido desalojado formalmente en 1694 y participar en los alzamientos de 1715 y 1719.
El gobierno se había centrado anteriormente en la reintegración de ministros como Michael Fraser mediante medidas como la Ley de Tolerancia de 1712, pero la resistencia de la Asamblea General dominada por los presbiterianos había resistido. Después de 1719, la tolerancia cambió a persecución y muchos ahora se conformaron como resultado; sin embargo, el no jurar al episcopalismo se convirtió en una marca de compromiso jacobita y a menudo se asoció con líderes locales poderosos, ya que sus congregaciones requerían protección política. Un alto porcentaje de Lowlanders y Highlanders que participaron en la Rebelión de 1745 provenía de este elemento de la sociedad escocesa.